# Leucate
Leucate település Franciaországban, Aude megyében. Lakosainak száma 4531 fő (2022. január 1.). Leucate Caves, Fitou, La Palme, Le Barcarès, Salses-le-Château, Saint-Hippolyte, Saint-Laurent-de-la-Salanque és Port-la-Nouvelle községekkel határos.

## Népesség
A település népességének változása:
| Lakosok száma | 1233 | 1968 | 2177 | 3435 | 4275 | 4373 | 4428 | 4612 | 4581 | 4531 |
|               | 1968 | 1982 | 1990 | 2006 | 2013 | 2015 | 2017 | 2019 | 2020 | 2022 |

## Naturista negyed
1974-ben a francia kormány alakította ki Leucate naturista negyedét. A naturista falu mérete 45 hektár, melyhez 5 hektáros strand tartozik. Leucate a világ egyik vezető naturista célpontja a Földközi-tengeren.

## Galéria

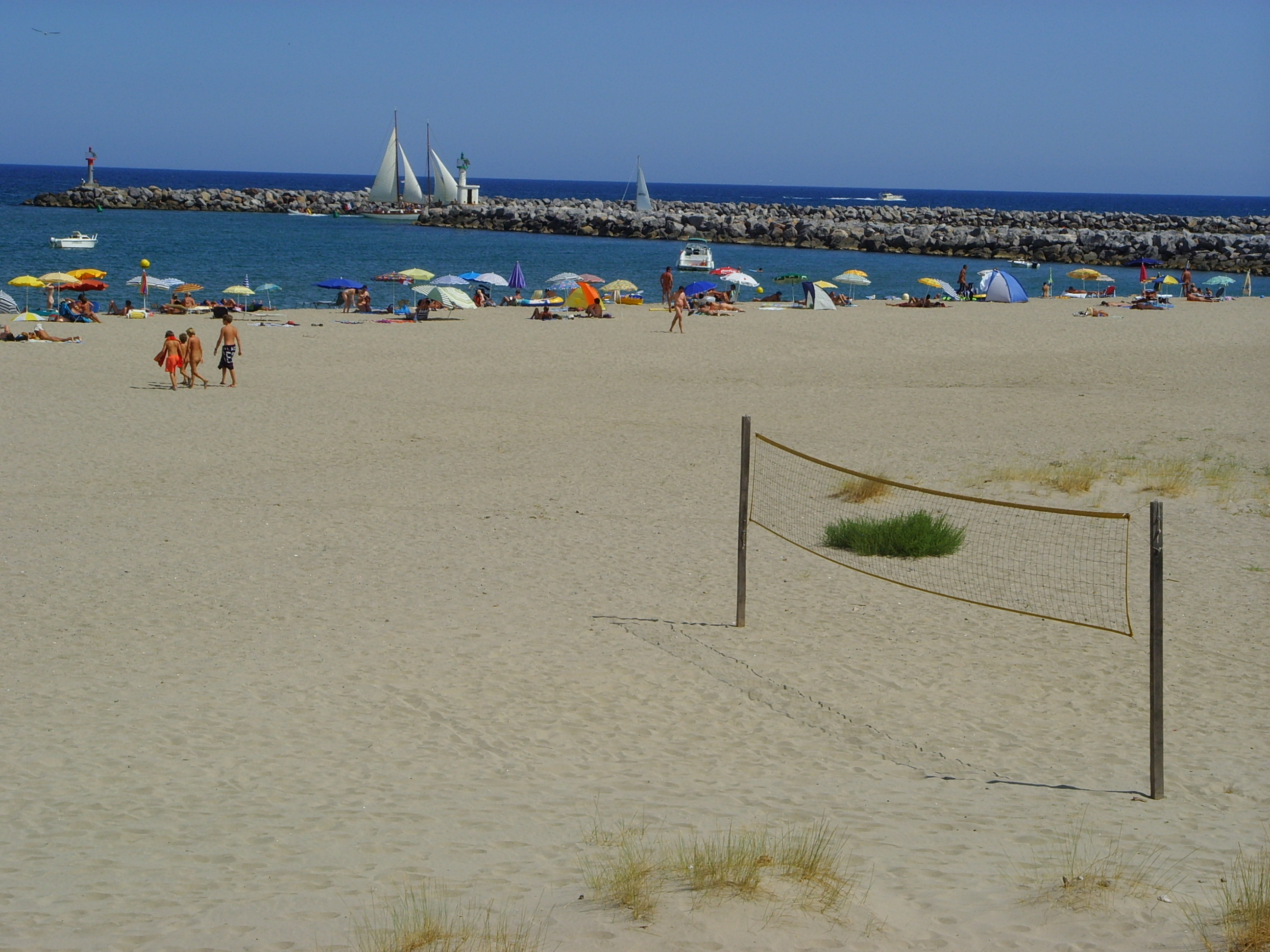
A naturista strand a Port Leucate északi bejárata közelében